# Relações entre Angola e Moçambique
Angola e Moçambique são membros da União Africana, Comunidade dos Países de Língua Portuguesa, Comunidade de Desenvolvimento da África Austral e das Nações Unidas.

## História
Angola e Moçambique estiveram unidos durante quatrocentos anos como parte do Império Português. Três anos após o fim das Guerras Coloniais portuguesas, Angola e Moçambique estabeleceram relações diplomáticas em 5 de setembro de 1978, quando os dois presidentes das nações, Agostinho Neto de Angola, e Samora Machel de Moçambique, assinaram Acordos de Cooperação Geral.
Logo após a independência, ambos países entraram nas suas respectivas guerras civis que durariam até 1992 para Moçambique e até 2002 para Angola. Como resultado, as relações entre as duas nações durante este período foram limitadas. Em Outubro de 2007, o Presidente angolano, José Eduardo dos Santos, fez uma visita de estado a Moçambique e encontrou-se com o seu homólogo, o Presidente Armando Guebuza. Durante a visita, as duas nações assinaram nove acordos bilaterais.
Nos últimos anos, os dois países desenvolveram um intenso intercâmbio de visitas em nível institucional, o que tem permitido fortalecer a cooperação bilateral no campo judicial com a troca de experiências e o fortalecimento das relações. Em novembro de 2015, Angola perdoou metade da dívida de Moçambique, estimada em cerca de US $ 30 milhões (€ 26 milhões). O restante seria convertido em ativos econômicos em Moçambique.

## Acordos bilaterais
Ambos os países assinaram vários acordos bilaterais, como um Acordo de Cooperação Geral (1978); Acordo nas Áreas de Ciência e Tecnologia (2007); Acordo em Geologia e Minas (2007); Acordo de Cooperação em Comunicação Social (2007); Acordo de Ensino Superior (2007); Acordo em Energia (2007); Acordo de Administração Territorial (2007); Acordo de Pesca e Agricultura (2007); Memorando de Entendimento na Área da Construção Civil e Obras Públicas (2007); Memorando de Entendimento para um mecanismo anual de consulta e acompanhamento da aplicação de acordos previamente assinados (2007); e um Acordo de Turismo com o objetivo de facilitar a concessão de vistos de entrada para cidadãos de ambas as nações (2016).

## Transporte
Existem voos diretos entre as duas nações com a TAAG Angola Airlines.

## Missões diplomáticas residentes
- Angola tem embaixada em Maputo.[5]
- Moçambique tem embaixada em Luanda.[6]